# Slick Jones

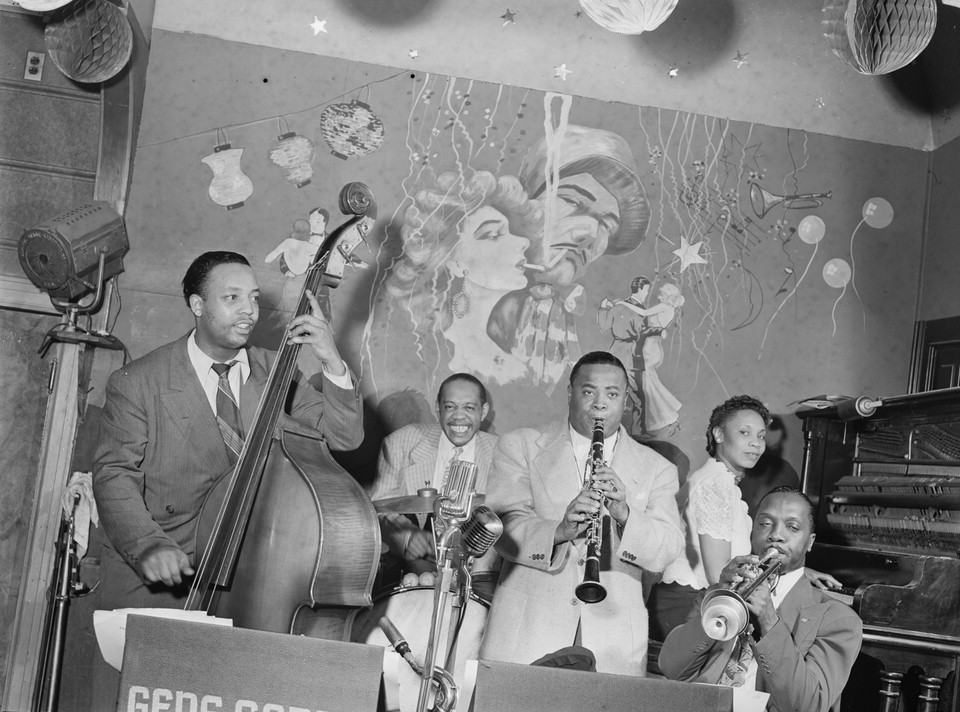
(Von links) Danny Settle, Slick Jones, Gene Sedric, Mary Lou Williams und Lincoln Mills, Auftritt in The Place, New York, ca. Juli 1946.
Fotografie von William P. Gottlieb.

Wilmore „Slick“ Jones (* 13. April 1907 in Roanoke (Virginia); † 2. November 1969 in New York City) war ein US-amerikanischer Jazzmusiker (Schlagzeug, Vibraphon).

## Leben
Jones spielte zunächst 1934 und 1936 kurz bei Fletcher Henderson. Landesweit bekannt wurde er durch seine Mitgliedschaft in Fats Wallers Rhythm (1936–41), mit der er auf zahlreiche Tourneen ging; ferner wirkte er bei Aufnahmen von Don Redman, Lionel Hampton und Una Mae Carlisle mit. Nachdem er Wallers Band 1941 verlassen hatte, arbeitete er mit Stuff Smith, Eddie South, Claude Hopkins und Hazel Scott. In den Nachkriegsjahren spielte er mit Don Byas und Gene Sedric (1946–1954), Sidney Bechet, Sidney De Paris (1954–1955), in seinen späteren Jahren noch mit Doc Cheatham, Eddie Durham und Ende 1964 mit Eddie Barefield. Slick Jones wirkte im Laufe seiner Karriere von 1936 bis 1966 bei 75 Aufnahmesessions mit.